# Sparta studentboende
Sparta är ett studentboende vid Tunavägen i Lund. Området består av fyra parallella lamellhus, en matbutik och källarplan ritade av Bengt Edman och invigdes 1971.
Bostadsområdet omfattar 555 stycken studentbostäder varav 539 är korridorsrum och resten lägenheter. Lägenheterna är belägna i bottenplan med egna uteplatser medan korridorerna ligger i de övre våningsplanen. I källarplanet mellan lamellhusen finns flera gemensamhetslokaler och ett gym.
Byggnaden är uppförd i brutalistisk stil och har både kritiserats och hyllats för sin arkitektur.

## Förslaget
1964 beslutade Akademiska Föreningen (AF) att planera ett nytt studentcentrum i Lund till följd av ett växande antal studenter vid Lunds universitet. Förslaget avsåg att avlasta AF Borgen som redan byggts ut i flera etapper.
Byggnadsutskottet vid AF gav samma år uppdraget att rita ett studentcentrum till Bengt Edman. Området skulle innefatta studentrum, studentlägenheter, restauranglokaler, gemensamhetslokaler och kommersiella lokaler.
Edman presenterade ett förslag som utöver 600 studentrum och 150 lägenheter också innefattade motionssal, samlingslokaler, matsal, café, bank och ett centralkök. Centralköket skulle betjäna matsalar för flera av Lunds universitets institutioner med en kapacitet på 1 000 varmrättsportioner per timme.
Första spadtaget togs den 14 mars 1968 av dåvarande statsminister Tage Erlander. Arbetet med lokalprogrammet var dock inte fullbordat trots att byggnationen hade startat. Planerna på ett centralkök lades ned drygt ett år efter byggstart, bland annat på grund av låg efterfrågan på lagad mat från AF. Även kommersiella aktörer drog tillbaka sitt intresse och över 4 700 m2 behövde projekteras om under byggnationens gång.
1970 stod de sista studentrummen färdiga och 1971 invigdes Sparta av dåvarande statsminister Olof Palme.

## Arkitektur

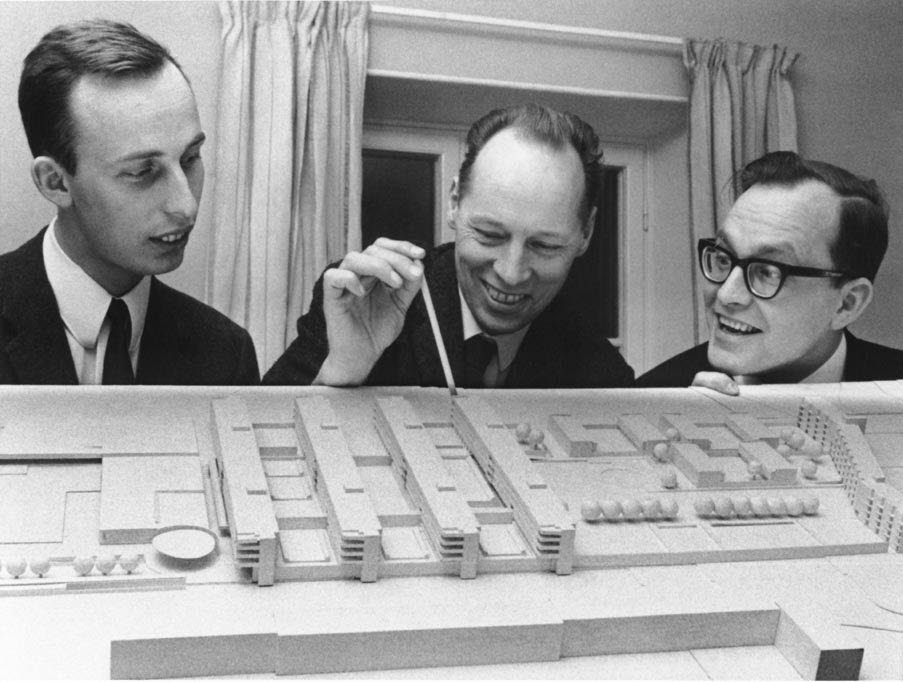
Bengt Edman (mitten) med modell över Sparta

Byggnaden är ritad i brutalistisk stil i tegel och betong, och är sluten mot Tunavägen genom mörka tegelväggar. Första våningen på lamellhusen är klädd i mörkbrunt tegel. De övre våningarna är klädda i obehandlade betongelement som avslutas med tegeltorn och balkonger mot Tunavägen. Betongelementen målades i en grågrön färg under tidigt 2000-tal.
Spartas planlösning består av ett rutnät med fyra parallellt placerade lamellhus i nord-sydlig riktning. Dessa binds samman av två större gångstråk som skär genom byggnaderna och två mindre tvärgående gångstråk. Mellan byggnaderna bildas innergårdar.
Sparta präglas av långa siktlinjer genom gångstråk, muren mot Tunavägen. Edman menade på att de var viktiga för att beskriva förhållandet mellan byggnaderna.
Ljus faller in i den slutna byggnaden genom helglasade partier mot innergårdarna. Ett flertal lanterniner lyser upp de gemensamma utrymmena under jord. Vissa av dessa har byggts in för mörkläggning och på grund av problem med läckage.

## Olympen
Huvudartikel Olympen (konsertsal)
Olympen byggdes som en sport- och samlingssal med avsikt att också användas för spex, kongresser, teater, konsertsal och skrivsal för tentamen. På kortsidan av salen fanns en scen.
Salen dimensionerades för nationella mått för handboll. Ungefär samtidigt gick Svenska Handbollsförbundet över till internationella mått och salen blev därmed obrukbar för handboll. Istället blev Olympen under mitten 1970-talet en populär musikscen där flera världsartister spelade såsom ABBA, Queen och Bob Dylan.
Olympen byggdes 2011 om till gym som drivs av Actic.

## Kritik
Byggnaden har ofta kritiserats för sitt utseende. I en omröstning gjord av Sydsvenskan röstades Sparta 2017 till Lunds fulaste hus, där över 10 000 personer tyckte till. I en liknande omröstning av Lundagård 2023, röstades Sparta också fram till Lunds fulaste med 38% av rösterna. 322 personer svarade.
Sparta har också berömts för sin arkitektur. På samma omröstning gjord av Lundagård hamnade en handfull av rösterna på Sparta som Lunds finaste byggnad. Olof Bärtås skrev i Lundagård att “Sparta var ett område där man tänkte på gemenskap och möten, och betongen var tänkt för evigheten.” I en detaljplan från Lunds kommun beskrivs Sparta som “…det troligen främsta exemplet på Brutalistisk arkitektur i Sverige”.
Boende och personal i Sparta som intervjuades i Sydsvenskans omröstning berättade att interiören är mycket funktionell och fin.

## Bildgalleri

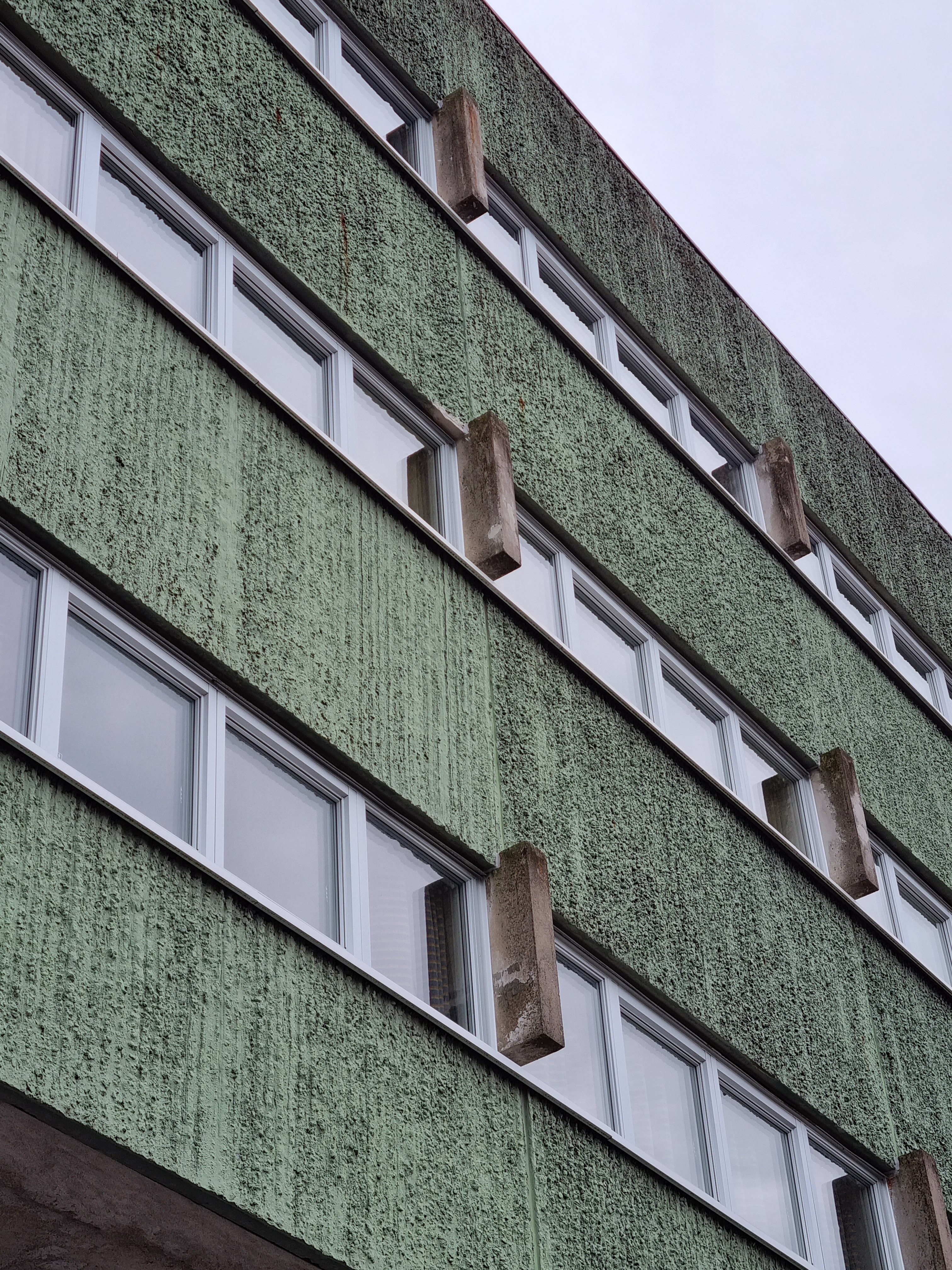
Fasaden grönmålades under 2000-talet.
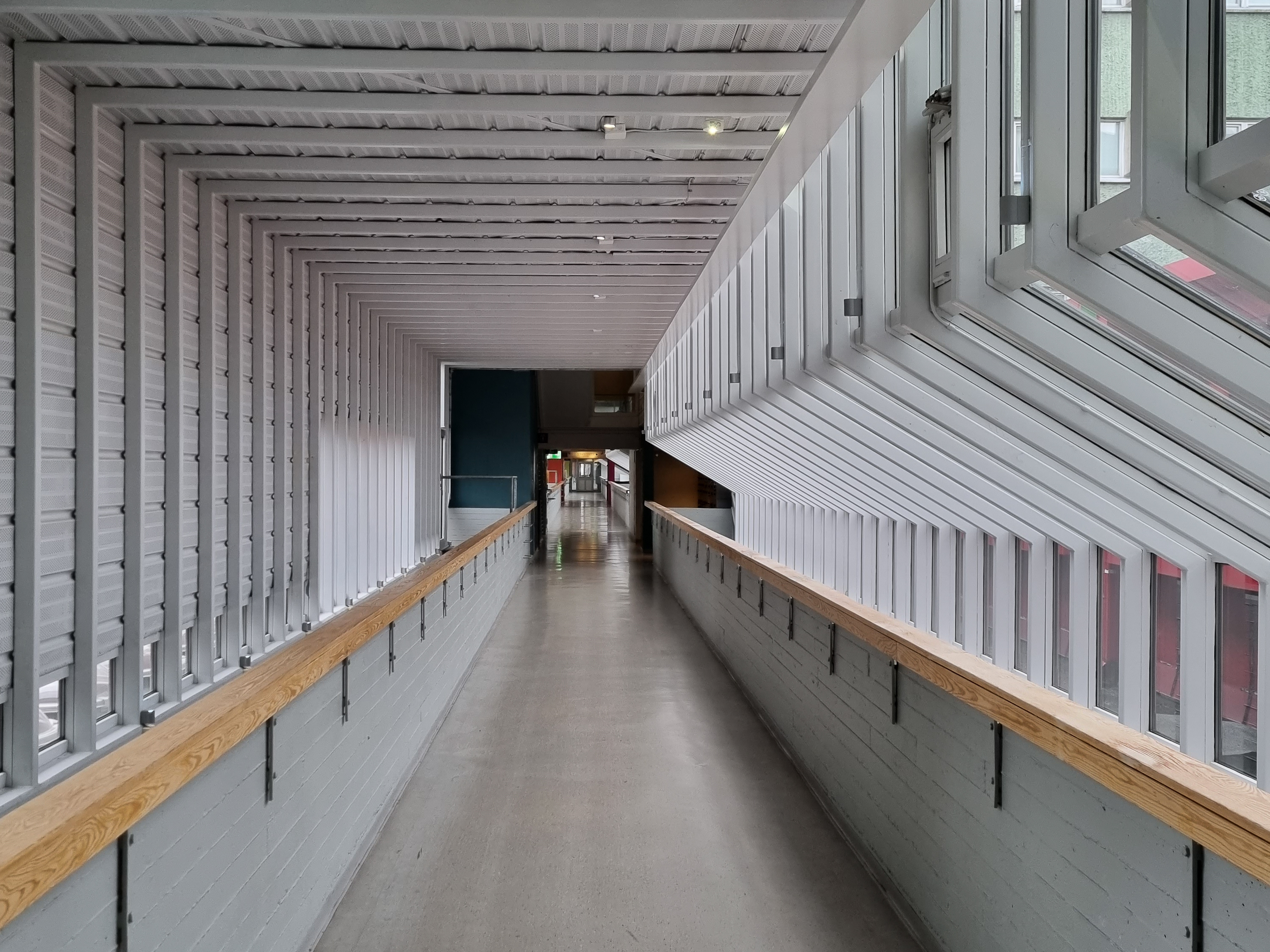
Korridor mellan lamellhusen.
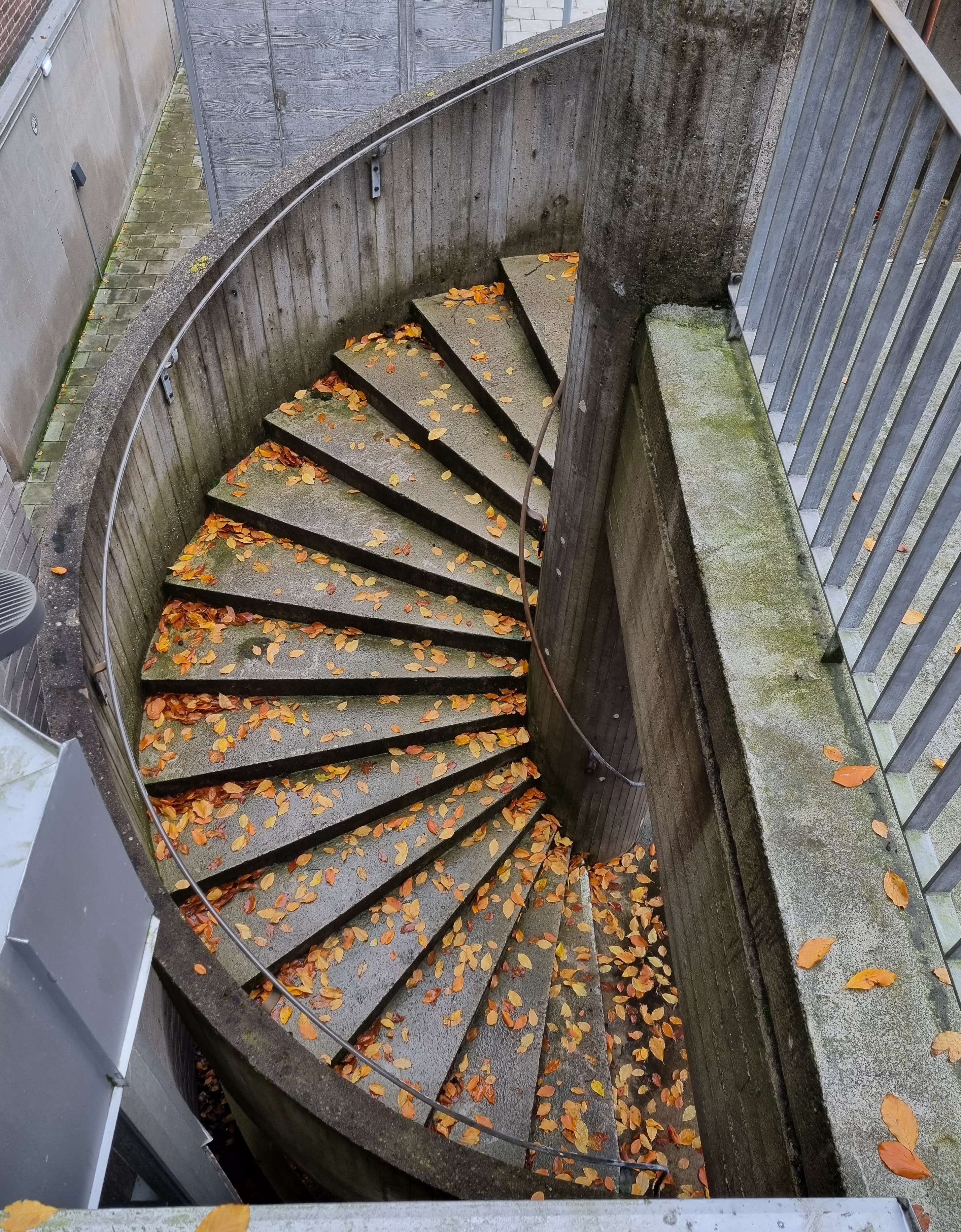
Spiraltrappa i gjuten betong.
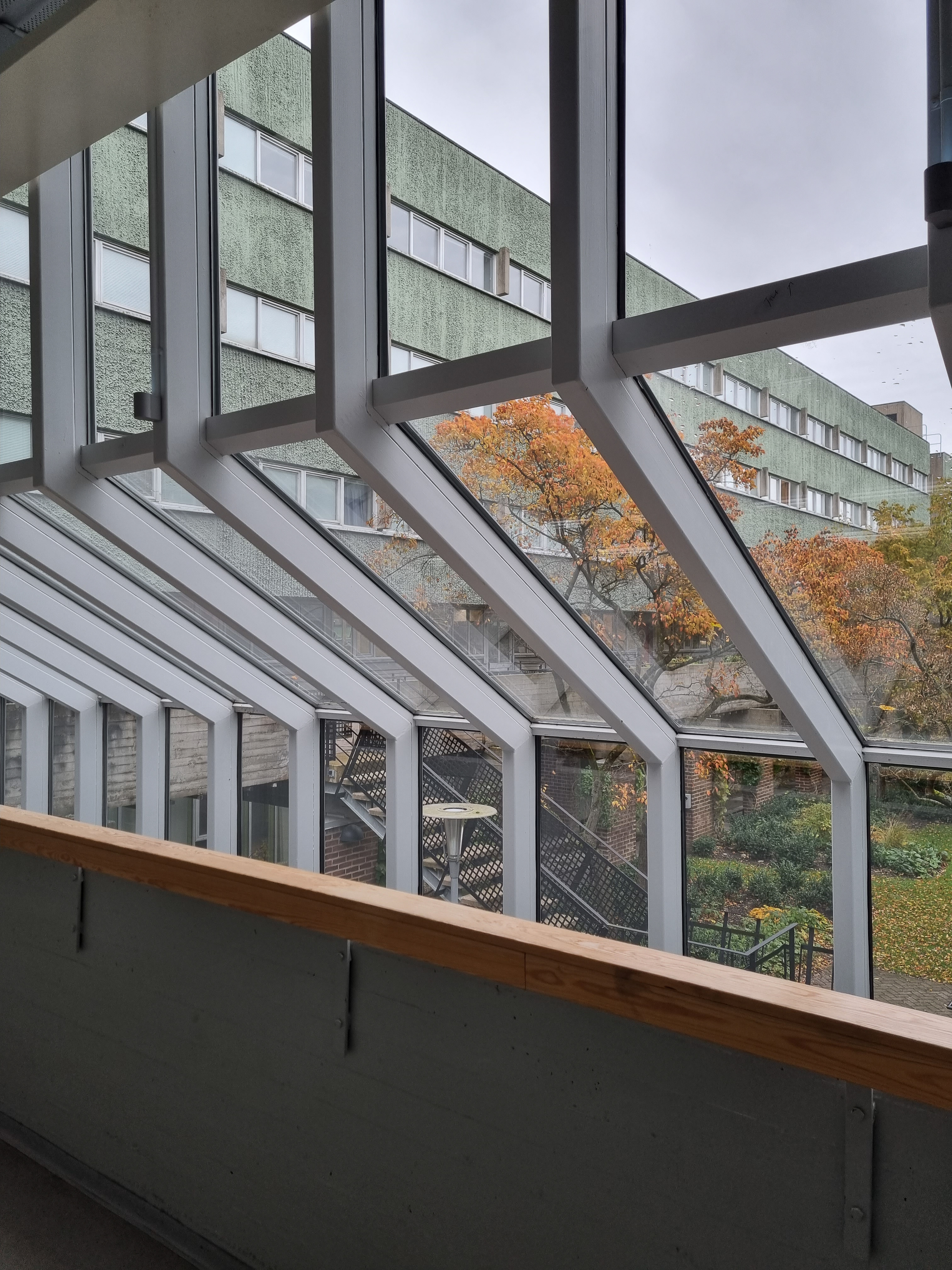
Utsikt från korridoren över innergården.
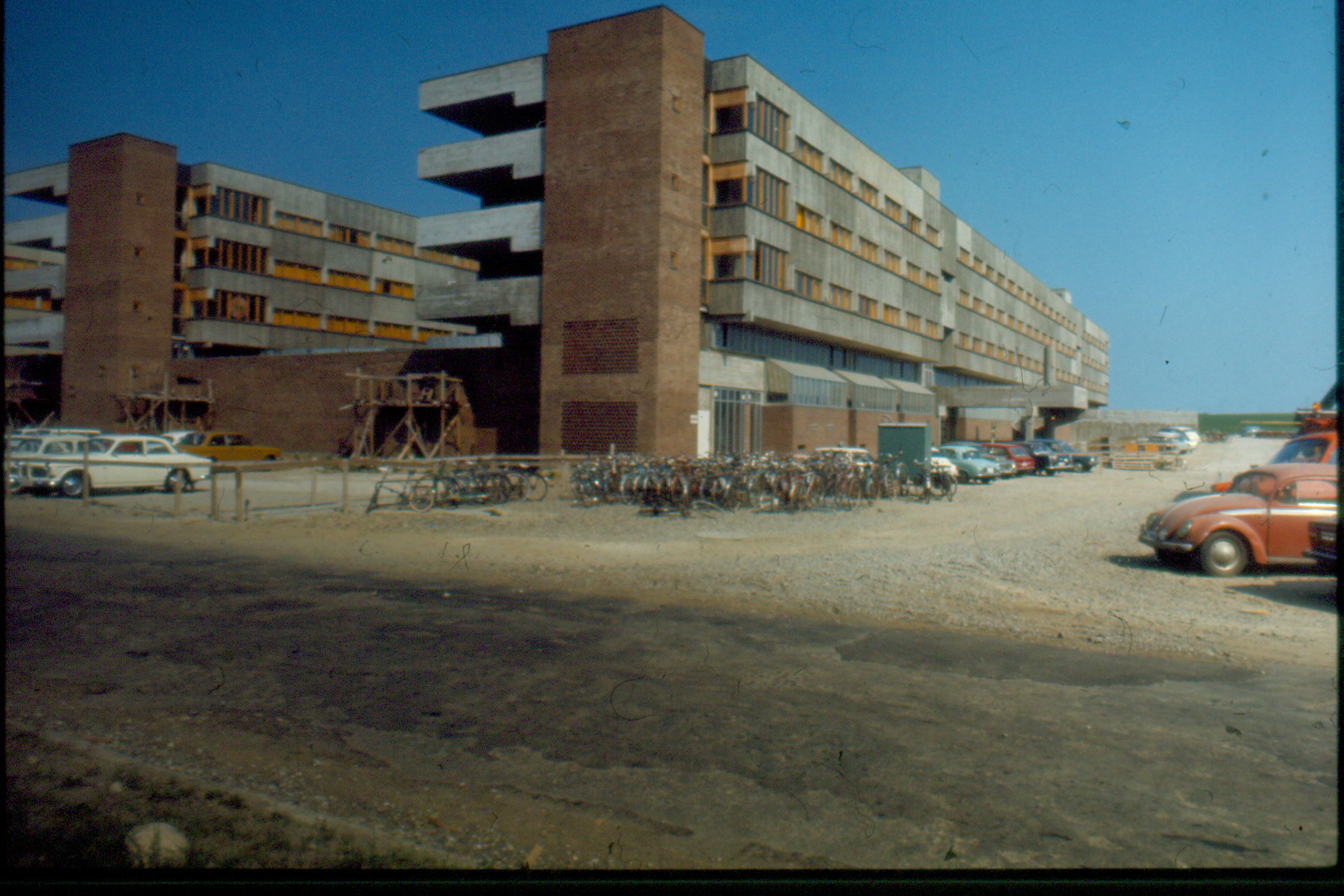
Sparta färdigbyggt i juni 1970.